# André Trocmé
Pour les articles homonymes, voir Trocmé.
André Trocmé, né le 7 avril 1901 à Saint-Quentin, sous-préfecture de l'Aisne (région Hauts-de-France), et mort le 5 juin 1971 à Genève, est un pasteur protestant connu pour avoir participé, avec sa femme Magda (née Grilli, de Florence), à la protection d'un très grand nombre de Juifs contre le nazisme par les habitants du Chambon-sur-Lignon, village du département de la Haute Loire, dans l'ancienne région Auvergne et reconnu dans son ensemble « Juste parmi les nations » en 1990 par le mémorial de Yad Vashem.
André Trocmé a été nommé « Juste » par Yad Vashem le 5 janvier 1971. Pacifiste, André Trocmé était, avec Édouard Theis, un des dirigeants de la branche française du Mouvement international de la réconciliation et le fondateur du Collège Cévenol.

## Biographie

### Enfance et premiers engagements
André Trocmé est le fils d'un industriel protestant du textile de Saint-Quentin, Paul Trocmé. Sa mère, Paula Schwerdtmann, était allemande. Les convictions non-violentes d'André Trocmé remontent à son expérience de la Première Guerre mondiale.
Sa ville natale fut rapidement occupée par les Allemands et le jeune André, parfaitement bilingue, fut profondément frappé par sa rencontre dès 1914 avec « l'ennemi », des soldats allemands avec lesquels il pouvait converser et, au fond, des êtres humains ordinaires.
Durant ces heures tragiques, il fait la rencontre du pasteur Jacques Kaltenbach (1881-1967). Ce jeune diplômé d’Harvard va représenter pour André Trocmé le maillon décisif vers le pastorat et le christianisme social. En 1916, André Trocmé se fait confirmer par Kaltenbach, lequel insiste auprès de ses parents pour qu'André intègre un groupe de l’Union chrétienne de jeunes gens (UCJG-YMCA) qu’il anime. C’est là, selon son propre témoignage, dans ce groupe d’une quarantaine de jeunes gens, qu’André Trocmé va apprendre à exprimer ses peurs les plus intimes et son désir de servir Dieu.
Il suit des études de théologie à la Faculté de théologie protestante de Paris, puis à l'Union Theological Seminary de New York (1925-1926). Également précepteur des enfants de John Davison Rockefeller Junior, il rencontre Magda Grilli di Cortona, qu'il épouse en 1926. Ses convictions pacifistes lui valurent des difficultés avec les autorités de l'Église réformée de l'entre-deux-guerres, autorités qui étaient très opposées au pacifisme et ne voulurent pas lui confier de poste pastoral. Il dut accepter un poste de mission populaire dans les villes industrielles d'abord de Maubeuge puis de Sin-le-Noble, un secteur particulièrement difficile où il fut en particulier confronté à la nécessité de la lutte anti-alcoolique, qu'il mena en ouvrant une section de la Croix-Bleue.

### Le Chambon-sur-Lignon
C'est cette même difficulté avec les autorités ecclésiastiques qui le conduisit à prendre le poste du Chambon-sur-Lignon, village protestant du Massif central, au cœur d'une région de montagne isolée à majorité protestante située dans un département à majorité catholique, la Haute-Loire. Il y a à la fin des années 1930 douze pasteurs protestants chargés de paroisses dans les localités du Plateau autour du Chambon-sur-Lignon (dont Saint-Agrève, Fay-sur-Lignon, Le Mazet et Tence) et à peu près autant chargés d’œuvres diverses, notamment de maisons de vacances pour enfants.
Ses contacts avec l'Église confessante allemande lui permirent de voir venir la vague de persécutions anti-juives. La fondation de l'École nouvelle Cévenole (devenue ensuite le Collège Cévenol) au Chambon en 1938, pour aider les enfants des paroisses protestantes du Plateau à faire de bonnes études et permettre à des élèves et des enseignants de divers pays de se rencontrer, ne doit rien au hasard. André Trocmé et son épouse Magda Trocmé sont forts du soutien de la communauté protestante, mais ils savent aussi susciter ce soutien. Le deuxième pasteur de la paroisse réformée du Chambon, Édouard Theis, est également pacifiste et participe activement à toutes ces initiatives.

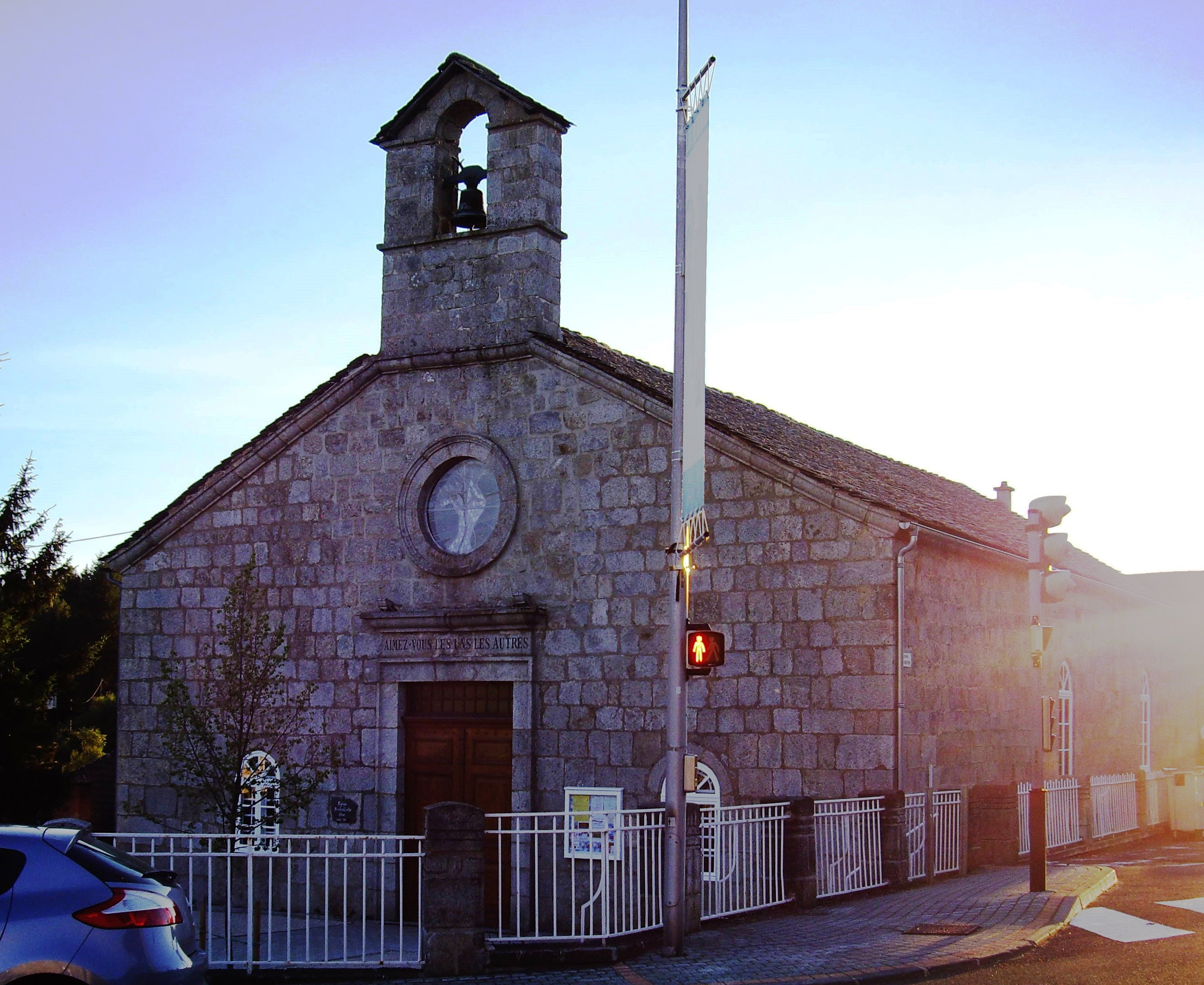
Temple réformé du Chambon-sur-Lignon

Dès le 23 juin 1940, soit le lendemain de la capitulation, André Trocmé prononce devant les paroissiens du Chambon-sur-Lignon son sermon dits des « armes de l'Esprit ». Il contient le premier appel à la résistance spirituelle au nazisme prononcé sur le sol français : « (...) Des pressions païennes formidables vont s'exercer sur nous-mêmes et sur nos familles, pour tenter de nous entraîner à une soumission passive à l'idéologie totalitaire. Si l'on ne parvient pas tout de suite à soumettre nos âmes, on voudra soumettre tout au moins nos corps. Le devoir des chrétiens est d'opposer à la violence exercée sur leur conscience les armes de l'Esprit. Nous faisons appel à tous nos frères en Christ pour qu’aucun n'accepte de collaborer avec cette violence, et en particulier, dans les jours qui viennent, avec la violence qui sera dirigée contre le peuple anglais.

Aimer, pardonner, faire du bien à nos adversaires, c'est le devoir. Mais il faut le faire sans abdication, sans servilité, sans lâcheté. Nous résisterons, lorsque nos adversaires voudront exiger de nous des soumissions contraires aux ordres de l'Évangile. Nous le ferons sans crainte, comme aussi sans orgueil et sans haine. (...) »
La population du Chambon-sur-Lignon aura pendant toute la guerre une attitude de résistance non-violente solidaire qui lui permettra de cacher un nombre important de juifs dans le village et ses environs.

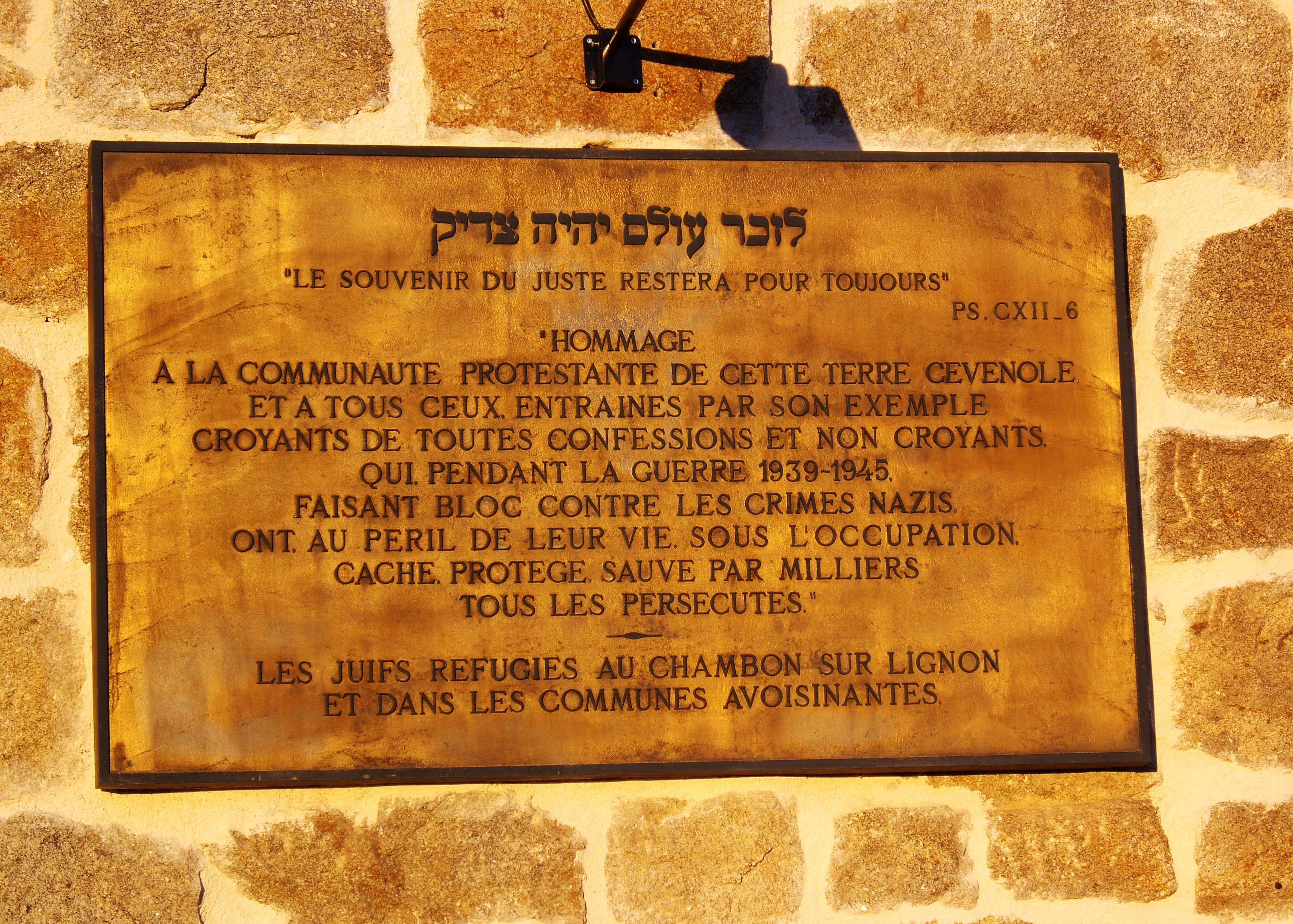
Plaque commémorative du sauvetage des juifs au Chambon-sur-Lignon

Le soutien aux réfugiés peut s'organiser avec l'aide de la Société religieuse des Amis (quakers), de l'Armée du salut, d'Églises protestantes américaines, du Mouvement international de la réconciliation, de groupes œcuméniques juifs et chrétiens, de la Cimade et du Cartel suisse de secours aux enfants victimes de la guerre. Le 13 février 1943 , André Trocmé est arrêté avec le pasteur Edouard Theis et Roger Darcissac, le directeur de l'école primaire. Internés au camp de Saint-Paul-d'Eyjeaux, ils sont libérés quatre semaines plus tard. André Trocmé prend finalement le maquis en août 1943.
Si le pasteur inspire l'action par ses sermons, d'ailleurs extrêmement audacieux même sous l'occupation, il se garde d'organiser les choses de manière trop centralisée. De multiples filières se mettent en place et la solidarité de la population essentiellement protestante du plateau, qui se souvient encore de la manière dont on cachait les pasteurs clandestins après la révocation de l'édit de Nantes par l'édit de Fontainebleau en 1685, permet de sauver de 2 500 à 5 000 personnes (dont peut-être 3 500 Juifs, parmi lesquels beaucoup d'enfants) de manière solidaire sans qu'on puisse mettre le doigt  en particulier sur les responsables.
Il est remarquable que le Yad Vashem ait honoré l'ensemble du village du Chambon-sur-Lignon et les villages environnants en leur conférant le titre de Juste parmi les nations. Cela a été longtemps le seul cas où cette distinction a été accordée à une collectivité. André Trocmé et sa femme Magda ont aussi reçu, à tire individuel, le titre de Juste parmi les nations tout comme Edouard Theis et son épouse Milred.

### Après guerre
Après la guerre, André Trocmé est nommé secrétaire itinérant du Mouvement international de la réconciliation (MIR) pour l'Europe.
Le 11 avril 1958, quatre-vingt-deux personnes, dont André Trocmé, Lanza del Vasto, Robert Barrat et Jean-Pierre Lanvin , manifestent, pour la première fois en France, contre la politique française d'armement atomique, constante depuis la création du C.E.A. par le général de Gaulle en 1945 et continuée notamment par Pierre Mendès-France , en occupant pendant cinq heures l'usine nucléaire de Marcoule qui produit du plutonium pour la bombe atomique,,,.
André Trocmé est pasteur à la paroisse Saint-Gervais à Genève, entre 1960 et sa retraite en 1970. Il préside avec Alfred Kastler la Fédération française contre l'armement atomique.
Le 22 novembre 1961, quatre membres de l'Action civique non-violente opposés à la guerre d'Algérie comparaissent devant le tribunal de grande instance de Carpentras pour provocation de militaires à la désobéissance et renvoi de livret militaire. André Trocmé témoigne en leur faveur.
Il meurt en 1971. Il donne son nom à la grande salle de la maison de paroisse Saint-Gervais à Genève rénovée en fin 2016.

## Œuvres
- Jésus-Christ et la révolution non violente, Labor et Fides, 1961  (ISBN 9782830905465).
- Mémoires, Labor et Fides, 2020  (ISBN 978-2830917307)  — édition, introduction, épilogue et notes de Patrick Cabanel
- Les tâches actuelles de l'Église pour la paix, Christianisme social, non daté
- Oppression, The oppressed and the Church, The fellowship of reconciliation, 1960
- Le chrétien et les haines politiques, La Réconciliation, 1938

Il a écrit des livres de contes : 
- L’Église de neige : contes résistants, Maisons-Laffitte, Éditions Ampelos, 2012, 164 p. (ISBN 978-2-35618-056-8, BNF 45421940)
- La nuit dans les champs : contes de Noël et d'autres jours, Maisons-Laffitte, Éditions Ampelos, 2013, 120 p. (ISBN 978-2-35618-073-5, BNF 44488444)

## Films
- André et Magda Trocmé ont inspiré les personnages de Jean et Martha Fontaine dans le téléfilm La Colline aux mille enfants de Jean-Louis Lorenzi, 118 min, 1994.
- Les armes de l’esprit, documentaire basé sur des documents d’époque, par Pierre Sauvage, DVD 90 min, 1989[19].

## Hommages

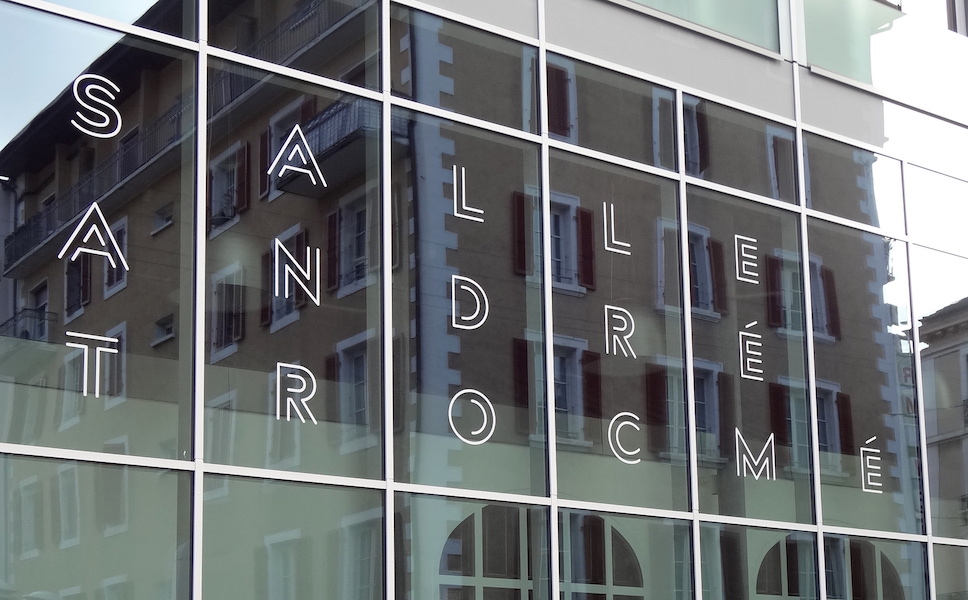
Maison de paroisse de Saint-Gervais (Genève), détail de la façade.

- La grande salle polyvalente dans la maison de paroisse de Saint-Gervais, à Genève, porte le nom d'« André Trocmé » à la suite des rénovations et extensions terminées fin 2016[20].
- Dans son livre Les cerfs-volants, Romain Gary rend hommage à André Trocmé et à la ville où celui-ci officiait durant la seconde guerre mondiale, en leur consacrant la dernière phrase de son roman : « Je termine enfin ce récit en écrivant encore une fois les noms du pasteur André Trocmé et de celui de Le Chambon-sur-Lignon, car on ne saurait mieux dire.»[21]
- Dans sa délibération du 21 octobre 2009, le Conseil municipal de la ville de Calais a décidé de baptiser « rue André-Trocmé » une rue de la ZAC du Virval. En même temps, une autre rue y est baptisée « rue du Chambon-sur-Lignon » et une troisième « rue Oskar-Schindler ». Ces trois rues se trouvent dans le prolongement du « boulevard des Justes »[22].

## Voir aussi

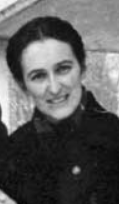
Magda Trocmé (vers 1940)